# Dusona vitticollis
Dusona vitticollis là một loài tò vò trong họ Ichneumonidae.